# Campanula lyrata
Campanula lyrata — вид квіткових рослин з родини дзвоникових (Campanulaceae). Поширений в Туреччині й на Східно-Егейських островах.
Населяє кам'янисті місця, обриви, береги і т.д..

## Біоморфологічна характеристика
Рослина від шорсткої до запушеної, дворічна чи багаторічна. Стебло одиночне, прямовисне, 15–50 см, або багатостовбурне або рідко висхідне з головним стеблом, часто міцнішим. Прикореневі листки ліроподібні чи видовжено-яйцюваті до серцеподібних, пилчасто-городчасті. Квітки зібрані в суцвіття. Частки чашечки до ½ довжини трубки віночка. Віночок від циліндричного до вузьколійчастого, трубка 12–25 мм, фіолетово-блакитна. Квітує в квітні — липні.